# Occidentali’s Karma
Az Occidentali’s Karma (magyarul: A nyugati ember karmája) az olasz Francesco Gabbani dala, mellyel Olaszországot képviselte a 2017-es Eurovíziós Dalfesztiválon Kijevben. A dal 2017. február 11-én, a 67. Sanremói Dalfesztiválon megszerzett győzelemmel érdemelte ki a versenyen való indulás jogát. Francesco Gabbani harmadik stúdióalbumjának, a Magellanónak ez volt a felvezető kislemeze. 

## Eurovíziós Dalfesztivál
2016. december 11-én vált hivatalossá, hogy az előadó bekerült a 2017-es Sanremói Dalfesztivál mezőnyébe. A dal hivatalosan február 10-én jelent meg, miután a dalfesztiválon élőben előadta. A február 11-i döntőben az Occidentali’s Karma című dal lett a sajtó, a szakmai zsűri és a nézők szavazatai alapján a 2017-es Sanremói Dalfesztivál győztese. Gabbani a következő napon hivatalosan is megerősítette, hogy a fesztivál győzteseként él a lehetőséggel, és szeretné képviselni Olaszországot az Eurovíziós Dalfesztiválon.
Mivel Olaszország tagja az automatikusan döntős Öt Nagy országának, ezért a dalt az Eurovíziós Dalfesztiválon a május 13-án rendezett döntőben adta elő, de előtte az első elődöntő zsűris főpróbáján is hallható volt. Fellépési sorrendben kilencedikként lépett fel, a Magyarországot képviselő Pápai Joci Origo című dala után és a Dániát képviselő Anja Where I Am című dala előtt. A szavazás során a zsűri szavazáson összesítésben a hetedik helyen végzett 126 ponttal (Albániától és Máltától maximális pontot kapott), míg a nézői szavazáson a hatodik helyen végzett 208 ponttal (Albániától és Máltától maximális pontot kapott), így összesítésben 334 ponttal a verseny hatodik helyezettje lett.
A következő olasz induló Ermal Meta és Fabrizio Moro Non mi avete fatto niente című dala volt a 2018-as Eurovíziós Dalfesztiválon.